# Verna Felton

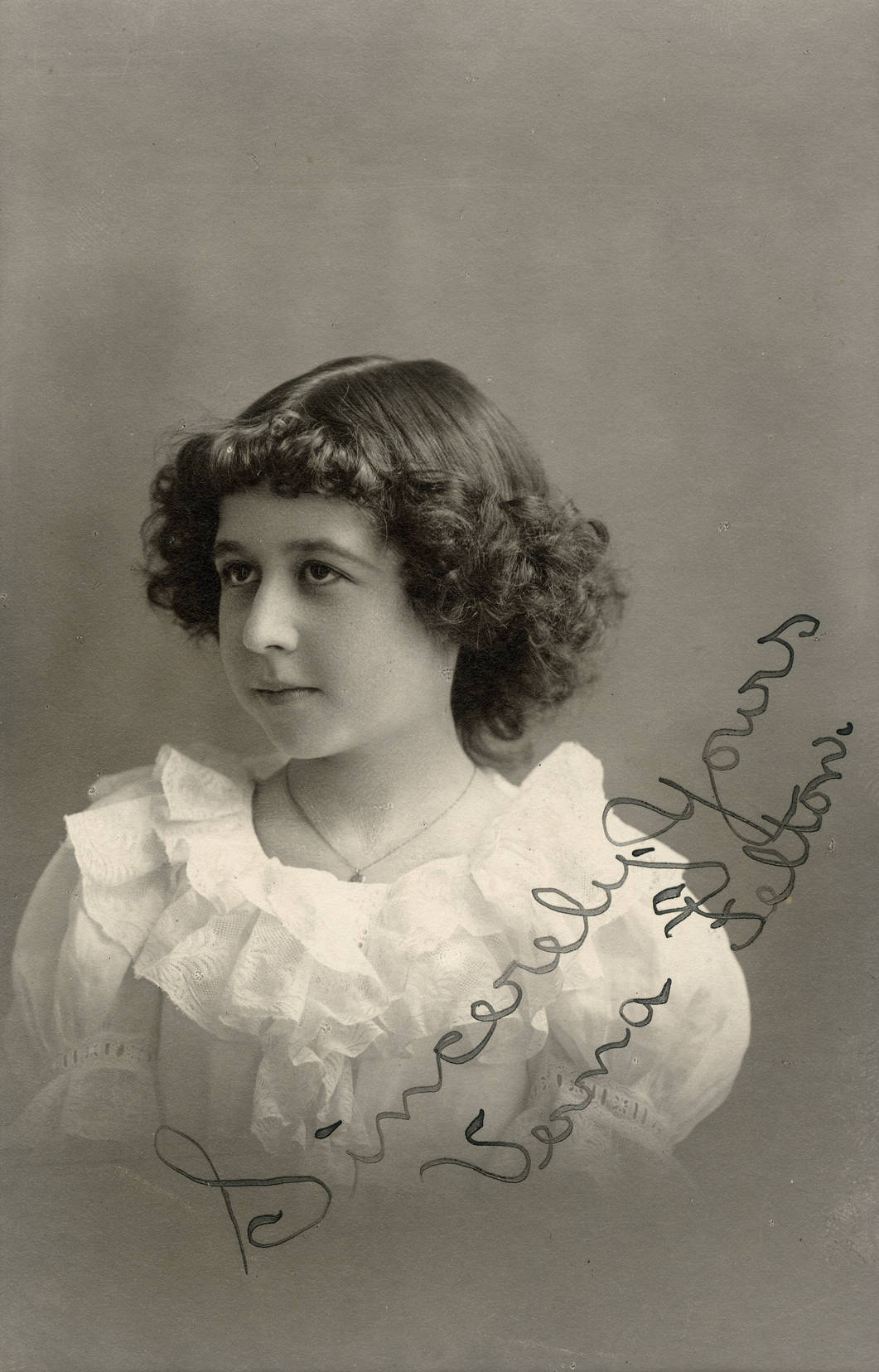
Verna Felton (um 1900)

Verna Felton (* 20. Juli 1890 in Salinas, Kalifornien; † 14. Dezember 1966 in Hollywood, Kalifornien) war eine US-amerikanische Schauspielerin und Synchronsprecherin.

## Leben
Bereits ab dem Alter von acht Jahren stand Verna Felton auf Theaterbühnen, nachdem ihr Vater – ein Arzt – früh gestorben war und die finanzielle Lage ihrer Mutter schwierig war. Nach Jahrzehnten als Bühnenschauspielerin begann Felton in verschiedenen Radioserien Rollen zu übernehmen. Unter anderem sprach sie die Großmutter in der The Red Skelton Show und war in Radiosendungen wie The Jack Benny Program und The Abbott and Costello Show zu hören.
Ihr Filmdebüt gab Felton bereits 1917 in The Chosen Prince, or The Friendship of David and Jonathan in der Rolle der Michal. Bis zum Beginn der 1950er-Jahre stand sie allerdings nur selten vor der Kamera. 1950 hatte sie eine komische Nebenrolle als Tugendwächterin an der Seite von Gregory Peck in dem ansonsten ernsten Westerndrama Der Scharfschütze. Ab den 1950er-Jahren spielte sie in Fernsehserien, unter anderem hatte sie zwei Gastauftritte in der Sitcom I Love Lucy und war zwischen 1954 und 1959 in der Serie December Bride an der Seite von Spring Byington Teil der Serien-Hauptbesetzung.
Ab 1941 arbeitete Felton zudem als Sprecherin für Filme und Fernsehserien. Unter anderem hatte sie Sprechrollen in Walt-Disney-Zeichentrick-Spielfilmen wie Dumbo, Susi und Strolch und Das Dschungelbuch, durch die sie ihre vielleicht nachhaltigste Bekanntheit erlangte. In der Zeichentrickserie Familie Feuerstein war sie von 1962 bis 1963 als Fred Feuersteins nervige Schwiegermutter zu hören.
Von 1923 bis zu seinem Tod 1941 war Verna Felton mit dem Schauspieler Lee Millar verheiratet, der unter anderem zeitweise Disneys Pluto seine Stimme lieh. Der Schauspieler Lee Millar junior (1924–1980) war ihr Sohn. Verna Felton starb 1966 an einem Schlaganfall, nur wenige Stunden vor dem Tod Walt Disneys.
Verna Felton ist ein Stern auf dem Hollywood Walk of Fame gewidmet.

## Filmografie (Auswahl)
- 1917: The Chosen Prince, or The Friendship of David and Jonathan
- 1940: Nordwest-Passage (Northwest Passage)
- 1945: Girls of the Big House
- 1948: Dieser verrückte Mr. Johns! (The Fuller Brush Man)
- 1950: Die Piratenbraut (Buccaneer’s Girl)
- 1950: Der Scharfschütze (The Gunfighter)
- 1951: Der Todesfelsen von Colorado (New Mexico)
- 1952: Im Dutzend heiratsfähig (Belles on Their Toes)
- 1952: Versuchung auf 809 (Don't Bother to Knock)
- 1953: I Love Lucy (Fernsehserie, 2 Episoden)
- 1954–1959: December Bride (Fernsehserie, 156 Episoden)
- 1955: Picknick (Picnic)
- 1957: Dakota (The Oklahoman)
- 1960: Er kam, sah und siegte (Guns of the Timberland)
- 1961: Miami Undercover
- 1962: Meine drei Söhne (My Three Sons) (Fernsehserie, 1 Episode)

## Synchronarbeiten
- 1941: Dumbo als Matriarch und Mrs. Jumbo
- 1950: Cinderella als Gute Fee
- 1951: Alice im Wunderland (Alice in Wonderland) als Herzkönigin
- 1955: Susi und Strolch (Lady and the Tramp) als Tante Clara
- 1959: Dornröschen (Sleeping Beauty) als Flora
- 1962/63: Familie Feuerstein (The Flintstones)
- 1967: Das Dschungelbuch (The Jungle Book) als Winnifred